# Rhinelander (Wisconsin)
Rhinelander je město na severu státu Wisconsin ve Spojených státech amerických, správní sídlo okresu Oneida County. Leží na řece Wisconsin u jezera Boom. Západně od města se nachází letiště. Podle sčítání lidu z roku 2020 zde žilo 8285 obyvatel. Rozloha města je 22,47 km². Oblast se dříve jmenovala Pelican Rivers, město Rhinelander bylo pojmenováno podle Frederica W. Rhinelandera. Rhinelander je sídlem televizní stanice WJFW-TV a veřejnoprávní rozhlasové stanice WXPR. Od roku 1978 se zde koná převážně countryový hudební festival Hodag Country Festival. Narodili se zde spisovatel Theodore Victor Olsen a režisér Rob Nilsson.